# تئو سنت لوس
تئو سنت لوس (انگلیسی: Théo Sainte-Luce؛ زادهٔ ۲۰ اکتبر ۱۹۹۸) بازیکن فوتبال اهل فرانسه است.
از باشگاه‌هایی که در آن بازی کرده‌است می‌توان به باشگاه فوتبال نیم المپیک اشاره کرد.